# Chrysosplenium flaviflorum
Chrysosplenium flaviflorum är en stenbräckeväxtart som beskrevs av Jisaburo Ohwi. Chrysosplenium flaviflorum ingår i släktet gullpudror, och familjen stenbräckeväxter. Inga underarter finns listade i Catalogue of Life.